# 금가로
 금가로(Geumga-ro)는 제주특별자치도 제주시 한림읍 금악2교차로 에서 애월읍 송낙교차로를 잇는 도로이다.

## 주요 경유지
제주특별자치도
- 제주시 (한림읍 . 애월읍)

## 노선
| 이름          | 접속 노선                  | 소재지        | 소재지        | 비고          |
| 금악로와 직결 | 금악로와 직결              | 금악로와 직결 | 금악로와 직결 | 금악로와 직결 |
| ------------- | -------------------------- | ------------- | ------------- | ------------- |
| 금악2 교차로  | 누운오름로                 | 제주시        | 한림읍        |               |
| 금악3 교차로  | 광산로                     | 제주시        | 한림읍        |               |
| 월각 교차로   | 월각로                     | 제주시        | 한림읍        |               |
| (이름없음)    | 녹근로                     | 제주시        | 애월읍        |               |
| 어음교        |                            | 제주시        | 애월읍        |               |
| (이름없음)    | 어림비로                   | 제주시        | 애월읍        |               |
| (이름없음)    | 천덕로                     | 제주시        | 애월읍        |               |
| (이름없음)    | 지방도 제1123호선 (애원로) | 제주시        | 애월읍        |               |
| 송낙 교차로   | 고하상로                   | 제주시        | 애월읍        |               |
| 광상로와 직결 |                            |               |               |               |